# Kim Hyo-yeon
Kim Hyo-yeon (hangul: 김효연), även känd under artistnamnet Hyoyeon, född 22 september 1989 i Incheon, är en sydkoreansk sångerska och TV-profil.
Hon har varit medlem i den sydkoreanska tjejgruppen Girls' Generation sedan gruppen debuterade 2007.

## Diskografi

### Singlar
| År           | Titel                                                    | Topplacering                                           |
| År           | Titel                                                    | Sydkorea (Gaon Chart)                                  |
| ------------ | -------------------------------------------------------- | ------------------------------------------------------ |
| 2016         | "Born to be Wild" (med Min & Jo Kwon ft. Park Jin-young) | 164                                                    |
| 2016         | "Mystery"                                                | —                                                      |
| Övriga låtar |                                                          |                                                        |
| 2016         | "Up & Down" (med Taeyeon, på EP-skivan Why av Taeyeon)   | "Up & Down" (med Taeyeon, på EP-skivan Why av Taeyeon) |

## Filmografi

### TV-drama
| År   | Titel                | Kanal | Roll      |
| ---- | -------------------- | ----- | --------- |
| 2008 | Unstoppable Marriage | KBS   | cameoroll |
| 2010 | Oh! My Lady          | SBS   | cameoroll |